# Trandafiri roșii pentru Angelica
Trandafiri roșii pentru Angelica (titlul original: în italiană Rose rosse per Angelica) este un film de aventuri coproducție franco-hispano-italian, realizat în 1966 de regizorul Steno, după romanul Le Chevalier de Maison-Rouge (1846) al scriitorului Alexandre Dumas (tatăl), film al cărui acțiune se petrece în secolul al XVIII-lea în preajma Revoluției Franceze.
Protagoniștii filmului sunt actorii Jacques Perrin, Raffaella Carrà, Carlos Estrada și José María Caffarel.

## Rezumat
În primăvara anului 1789, contele Henri de Verlaine, supranumit „Cavalerul trandafirului roșu”, iubea destul de mult femeile încât să-și piardă complet interesul pentru evenimentele din țară cât și pentru politică. Tânăr și lipsit de griji, el curtează atât femeile căsătorite ale nobilimii, cât și femeile din popor. În timp ce se află în compania galantă a marchizei Lalume, este martor lipsit de glorie la atacul briganzilor, în frunte cu liderul lor „Marsiliezul”, care vin să fure grâne din hambarul său pentru a le oferi săracilor. Surprinși de soldați, aceștia au fugit cu prada. 
La întoarcerea spre casă, Henri se oprește la hanul Coq d'Or (Cocoșul de Aur), unde o întâlnește pe Angelica, o servitoare. În mod evident căzând sub vraja ei, el o curtează, dar este respins și ridiculizat. Întors la castelul său, este surprins să descopere în budoarul său secret pe prietenul său, doctorul Durand, care îl tratează pe „Marsiliezul” grav rănit. Din prietenie pentru doctor, acceptă să-l ascundă pe bandit, dar acesta moare.
Henri, care este iubitul Antoinettei La Flèche, soția locotenentului de poliție, obține o mulțime de informații despre acțiunile forțelor de poliție datorită acestei relații. Își dă seama că Angelica este fascinată de „Marsiliez” și o lasă să creadă că el este acela și astfel aceasta îi cade în brațe. Așa că îl ajută pe Paul, mâna dreaptă a „Marsiliezului”, să-i ascundă moartea celorlalți bandiți, luându-i locul pentru a o menține pe Angelica în această iluzie. Acest lucru este posibil pentru că sunt din acelaș aluat, iar marsiliezii, încă mascați, sunt cunoscuți doar de Pavel. Capturarea și spânzurarea prietenului său, doctorul, îl împinge pe tânărul conte să se implice cu adevărat în activitatea bandei și să acționeze împotriva castei sale și împotriva violenței lui La Flèche și a trupelor sale. Fostul laș ia lecții de scrimă pentru asta, iar cererile sale surprinzătoare îl lasă fără cuvinte pe maestrul său de scrimă.
Aflând de la Antoinette că soțul ei și contele de Artois trebuie să plece pentru a-i duce regelui o listă cu personalități implicate în agitația pre-revoluționară, acesta reușește să o fure și lista pe care La Flèche o dă lui Ludovic al XVI-lea nu include decât propriul său nume. Dar, făcând acest lucru, o implică indirect pe Antoinette, care a fost singura care cunoștea această listă. Ea îi neagă lui d'Artois, dar el o manipulează făcând-o să înțeleagă că iubitul ei o înșală. Știe că ea va merge la rivalul său și că trebuie doar să o urmărească el însăși.
Angelica este imediat arestată, torturată și folosită ca momeală pentru o ambuscadă împotriva bandei marsiliezulii. Pentru a evita o baie de sânge, Henri se va preda lui La Flèche, care îl întâmpină izbucnind în râs. Dar bandiții atacă închisoarea în ciuda ordinului marsiliezului și La Flèche pleacă să facă ordine, lăsându-i pe Henri și pe Angelica în celula deschisă...

## Distribuție
- Jacques Perrin – contele Henri De Verlaine
- Raffaella Carrà – Angelica
- Carlos Estrada – Baronul La Fleche
- José María Caffarel – Ludovic al XVI-lea
- Jacques Castelot – contele de Artois
- Michèle Girardon – Antoinette La Fleche
- Saturnino Cerra – Grandet
- Renato Chiantoni – directorul închisorii
- Mario Feliciani – dr. Durand
- Armando Furlai – Bernard
- Cris Huerta – Paul
- Enrique Navarro – marchizul Lalume
- Sandro Moretti – Ramboullet
- Enzo Musumeci Greco – Michaud
- Marta Padovan – Louise
- Giulio Bosetti – „Marsiliezul”
- José María Caffarel –
- Ángel Álvarez –
- José Riesgo –

## Lansare
Filmul „Trandafiri roșii pentru Angelica” a avut premiera în Italia pe data de 9 februarie 1966.
În România premiera filmului a avut loc la data de 1 martie 1971 la cinematografele „Luceafărul” și „București” din capitală.